# خزان بروكوبوندو

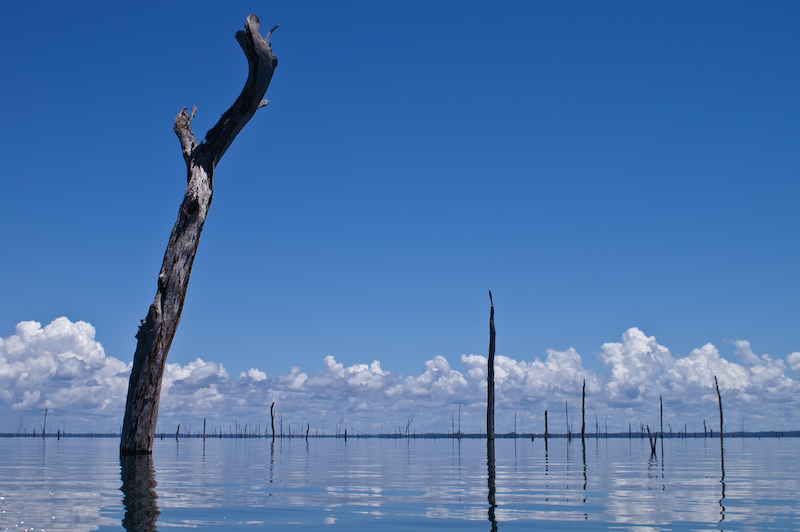
منظر لخزان بروكوبوندو

خزان بروكوبوندو هو خزان مائي كبير في سورينام بأمريكا الجنوبية حيث تبلغ مساحته حوالي 1,560 كم ² (602 ميل مربع)، اعتمادا على المستوى الحالي للمياه، وهو واحد من أكبر الاٍحتياطيات في العالم.